# Unley
Unley è un sobborgo di Adelaide, in Australia Meridionale; esso si trova 3 chilometri a sud del centro cittadino ed è la sede della Città di Unley. Al censimento del 2006 contava 3.585 abitanti.